# Stellantis Hurricane
| Hurricane GME-T6               | Hurricane GME-T6               |
| ------------------------------ | ------------------------------ |
|                                |                                |
| Виробник:                      | Stellantis                     |
| Марка:                         | Hurricane GME-T6               |
| Тип:                           | Рядний шестициліндровий двигун |
| Робочий об'єм:                 | 2993 см3                       |
| Максимальна потужність:        | 310–480 кВт                    |
| Максимальний обертовий момент: | 635–706 Н·м                    |
| Хід поршня:                    | 90 мм                          |
| Діаметр циліндра:              | 84 мм                          |
| Охолодження:                   | водяне охолодження             |
| Матеріал блоку циліндрів:      | алюміній                       |
| Матеріал ГБЦ:                  | алюміній                       |
| Рекомендоване паливо:          | Бензин                         |

Двигун Stellantis Hurricane GME-T6 ― це рядний шестициліндровий двигун з подвійним турбонаддувом, що виробляється компанією Stellantis з листопада 2021 року на заводі в Сальтільо, Мексика, і був публічно анонсований у березні 2022 року. Він дебютував у двох версіях: стандартної потужності (SO) та високої потужності (HO), обидві оснащені системою «старт-стоп», але призначені для більш широкої електрифікації в майбутньому. Незважаючи на те, що відстань між циліндрами, діаметр і хід поршня спільні з двигуном FCA Global Medium Engine, а також схожість клапанного механізму, «менш ніж 5% компонентів нового Hurricane є спільними з існуючими двигунами». «Двигун розроблявся в штаб-квартирі та технологічному центрі Chrysler в Оберн-Хіллз, штат Мічиган, протягом трьох років». Stellantis очікує, що двигун Hurricane стане основною силовою установкою внутрішнього згоряння для майбутніх транспортних засобів, що використовують STLA Large і STLA Frame на північноамериканському ринку, і пропонує його використання іншим автовиробникам. Виробник стверджує, що двигун на 15 відсотків ефективніший за більші двигуни. Двигун дебютував на Jeep Grand Wagoneer у 2022 році. 